# Mademoiselle de Scudéry (film)
Pour les articles homonymes, voir Mademoiselle de Scudéry (homonymie).
Pour plus de détails, voir Fiche technique et Distribution.
Mademoiselle de Scudéry (Das Fräulein von Scuderi) est un film est-allemand réalisé par Eugen York et sorti en 1955 à Berlin-Est.
Le tournage s'est achevé en en 1954, mais le film n'est pas projeté avant le 29 juillet 1955.
Le scénario est une adaptation de la nouvelle policière Mademoiselle de Scudéry (1918) de E. T. A. Hoffmann.

## Fiche technique
- Titre original : Das Fräulein von Scuderi
- Titre français : Mademoiselle de Scudéry ou La Fille de Scuderi[1],[2]
- Réalisation : Eugen York
- Scénario : Joachim Barckhausen (de), Alexander Graf Stenbock-Fermor (de), d'après la nouvelle Mademoiselle de Scudéry. Récit de l'époque de Louis XIV d'Ernst Theodor Amadeus Hoffmann
- Direction artistique : Erich Zander
- Costumes : Vera Mügge
- Photographie : Eugen Klagemann
- Montage : Hildegard Tegener
- Musique : Walter Sieber
- Production déléguée : Werner Dau
- Société de production : Deutsche Film AG, Pandora-Film Stockholm
- Société de distribution : Société de distribution
- Pays d'origine :  Allemagne de l'Est,  Suède
- Langue originale : allemand
- Format : Noir et blanc  — 35 mm — 1,37:1 — son mono
- Genre : drame
- Durée : 99 minutes
- Dates de sortie : 
  - Allemagne de l'Est : 29 juillet 1955
  - Allemagne de l'Ouest : 24 novembre 1955

## Distribution
- Henny Porten : Madeleine de Scudéry, la célèbre femme de lettres qui se retrouve embringuée dans une intrigue criminelle qui la dépasse
- Willy A. Kleinau : René Cardillac, le meilleur bijoutier de Paris, qui répugne à se séparer de ses créations
- Anne Vernon : Madelon Cardillac, sa fille, la fiancée d'Olivier
- Roland Alexandre : Olivier Brusson, l'ouvrier de Cardillac, son fiancé
- Angela Hauff : St. Croix
- Richard Häussler : Miossens, un officier de la Garde royale